# محمود قابيل
محمود قابيل (8 ديسمبر 1946 -)، ممثل مصري وسفير اليونيسيف للنوايا الحسنة في شمال أفريقيا والشرق الأوسط. تخرج من الكلية الحربية عام 1964 عمل ضابطاً في القوات المسلحة ثم اتجه إلى الفن ومثل في أفلام عديدة قبل أن يسافر إلى الولايات المتحدة ويمارس التجارة في قطاع السياحة ثم عاد مرة أخرى في التسعينيات إلى السينما.
تزوج في السبعينيات من سهير رمزي، اشيع زواجه من الفنانة ميرفت أمين ولكنه نفى ذلك، لديه من الأبناء إبراهيم وأحمد، ولم يلمع في السينما بنفس قدر لمعانه على شاشات التلفاز.

## أعماله

### أفلام
| - هز وسط البلد:2015-منوفي بيه (سفير) - الفاجومي:2011-ضيف شرف - عرض غير مشروع:2011 - العملية 301:2010 - الأكاديمية:2009 - حين ميسرة:2007-ضيف الفلم - يوم الكرامة:2004-ضابط بحرية إسرائيلى - اللحظات التي اختفت:2001 - الأخطبوط:2000-ياسين المحامي - جنون الحياة:2000-وسيم - قدر إمرأة:2000-شريف | - حبيبتي من تكون:2000 - كلام الليل:1999-فؤاد - معتقل الحب:1999 - كوكب الشرق:1999-شريف باشا صبري - دانتيلا:1998 - عيش الغراب:1997-البج بوس - لحم رخيص:1995-هشام - ضربة جزاء:1995-عماد سعد القاضي وحكم مباريات - الخادم:1990-الطبيب النفسي - Flatfoot in Egypt:1980 - أبو البنات:1980 | - الفخ:1979 - الملاعين:1979-عادل - وادى الذكريات:1978-رأفت - القاضي والجلاد:1978-محمود - كلهم في النار:1978-عادل - كفاني يا قلب:1977 - بعيدا عن الارض:1976 - الحب تحت المطر:1975-ابراهيم - العصفور:1974-رياض - عجايب يا زمن:1974 - لحظات حب: - 2001: اللحظات التي اختفت |

### مسلسلات
| - الدجال:2014 - جذور:2013 - نظرية الجوافة:2013 - الخفافيش:2012 - البحر والعطشانة:2012 - امرأة في ورطة:2010-صلاح - ضيف شرف - ملكة في المنفى:2010-السيناتور لاروز - رحيل مع الشمس:2010-عزيز سلطان - خاص جدا:2009-مصطفى زيدان - بنات عمري:2008-فؤاد فخر الدين - جريمة على الساحل الشمالي:2008 - مسك الليل:2008 - قصص بوليسية:2008 - قمر 14: 2008 - طائر التمساح:2008-أيمن - جدار القلب:2008 - بنات في الثلاثين:2008 - نافذة على العالم:2007 | - دنيا:2007-كاظم بيه - امرأة فوق العادة:2007-يوسف امين - توتو وبيجامة:2006-ضيف شرف - أشباح المدينة:2006 - ولم تنس أنها امرأة:2006 - الشيطان لا يعرف الحب:2006 - العزبة:2006 - أحلام في البوابة:2005 - رياح الغدر:2005 - أين ذهب الحب:2005 - قناديل البحر:2005 - أصحاب المقام الرفيع:2004 - كلمات:2003 - نجمة الجماهير:2003 - تعالى نحلم ببكره:2003 - البنات:2003-ضيف الحلقات - ثورة الحريم:2003 - القلب إذا هوى:2003 | - آخر الخط:2003 - شمس منتصف الليل:2002 - أين قلبي:2002-خالد - الخبيئة:2002 - زمن عماد الدين:2002-الصحفى على عزى - رجل على الحافة:2002-شخصيته الحقيقية - شباب أون لاين:2002 - الرقص على سلالم متحركة:2001-عمرو - ضبط وإحضار:2001-أنور محمد عابدين - ألف ليلة وليلة ضوء المكان وبدر التمام:2000-شهريار / بدر التمام - الجحيم رجل:2000 - همسات:2000 - السفينة والربان:2000 - البحث عن السعاده:2000 - عندما تثور النساء:2000 - وجه القمر:2000-حسام كامل - ضيف شرف - مذكرات ضرة:1999 - البرج اللى فاضل:1999 | - نون النسوة:1998 - القلب يخطيء أحيانا:1998-كمال - اعترافات مصدر مسؤول:1998 - بنات سعاد هانم:1998 - حكاية أمل:1998 - الأب:1998 - وبقيت الذكريات:1998 - الدوائر المغلقة:1997 - هوانم جاردن سيتي:1997، 1998 -يوسف ناصف - هي وهولاء:1995 - عظمة يا ست:1995 - هي وهؤلاء:1995 - أهل القمة:1994 - قلبي ليس في جيبي - الزلزال وتوابعه - عائلة شمس - مقام المالطي |

### سهرة تلفزيونية
- شقة وألف ساكن
- الحب أقوى
- نساء الصمت
- أبلة نظيمة 24 نظام
- شقة و1000 ساكن
- إذا كان ولابد

## روابط خارجية
- محمود قابيل على موقع IMDb (الإنجليزية)
- محمود قابيل على موقع الدهليز
- محمود قابيل على موقع قاعدة بيانات الأفلام العربية
- محمود قابيل على موقع كينوبويسك (الروسية)